# Altansiré járás
Altansiré járás (mongol nyelven: Алтанширээ сум) Mongólia Kelet-Góbi tartományának egyik járása. Területe 7260 km². Népessége kb. 1800 fő.
Székhelye, Csandmani (Чандмань) 86 km-re fekszik Szajnsand tartományi székhelytől.